# Joanne (Lady Gaga)
Joanne is het vijfde studioalbum van de Amerikaanse zangeres Lady Gaga. Het album kwam uit op 21 oktober 2016 door Interscope Records. Gaga zelf, Mark Ronson en BloodPop zijn de belangrijkste producers van het album. Muzikaal gezien bevat Joanne invloeden vanuit de rock, dance en countrymuziek. Het overlijden van Gaga's tante Joanne Stefani Germanotta had een sterke invloed op het album. 

## Muziek en tekst

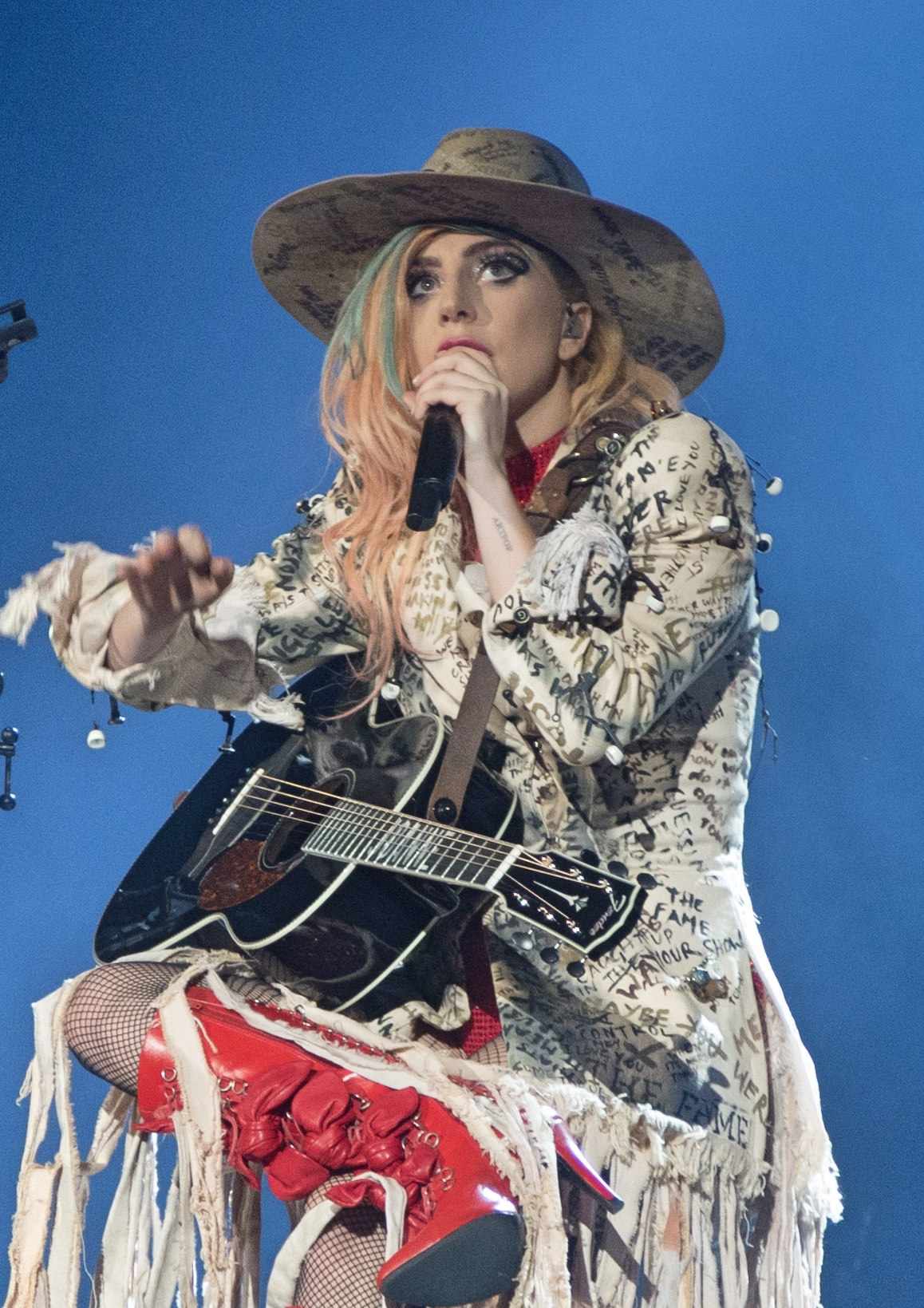
Gaga speelt het titelnummer op de Joanne World Tour. De zangeres noemde het het "ware hart en ziel van de plaat".

Omdat Gaga de muziek op Joanne niet tot een bepaald genre wilde beperken, bevat het album stijlen van dancerock tot introspectieve countrymuziek. De zangeres was gefascineerd door alle aspecten van countrymuziek, die op hun beurt de muziek van het album beïnvloedden. In termen van productie en compositie zette Joanne de 'uitgeklede' benadering van muziek voort die Gaga had gevolgd in navolging van Artpop, met de nadruk op haar zang en het schrijven van liedjes. In een interview met Rolling Stone zei Gaga dat de nummers bestonden uit "verhalen over mijn familie, mijn zus, mijn vader en zijn zus. De familie van mijn moeder. Mijn relaties met mannen, mijn mislukkingen". 

### Tournee
Op 5 februari 2017 kondigde Gaga de Joanne World Tour aan, om het album te ondersteunen. De tournee begon op 1 augustus 2017 en eindigde op 1 februari 2018. Gaga stelde het Europese deel van de tour uit vanwege hevige pijn veroorzaakt door fibromyalgie en werd gedwongen de laatste tien concerten te annuleren. Het concert werd eerder "minimalistischer" beschouwd in vergelijking met de vorige tours van de zangeres, maar werd geprezen om de visuals, Gaga's zangvaardigheid en haar band met het publiek. De tour bracht uiteindelijk $95 miljoen op, voor de verkoop van 842.000 tickets. 

## Singles
- Perfect Illusion werd uitgebracht als eerste single van het album op 9 september 2016. Het kreeg gemengde tot positieve recensies van muziekcritici, van wie velen de aanstekelijkheid, de belangrijkste verandering van het nummer en de vocale bezorging van Gaga complimenteerden. Anderen vonden het een teleurstellende keuze als hoofd single vergeleken met eerdere releases van de zangeres.
- De single werd gevolgd door het uitbrengen van twee promotiesingles: Million Reasons op 6 oktober en A-Yo op 18 oktober 2016. A-Yo werd aanvankelijk gekozen als tweede single van het album, maar Million Reasons bleek commercieel succesvoller te zijn en werd daarom als single uitgebracht. De meeste critici reageerden positief op het nummer en benadrukten het eenvoudige karakter en de tekst. Voor verdere promotie werden beide singles vergezeld van muziekvideo's, waarbij de clip voor Million Reasons een voortzetting was van Perfect Illusion. Het verhaal in de twee clips werd later voortgezet in de videoclip van John Wayne.
- Joanne werd uitgebracht als derde single van het album in Italië op 22 december 2017.

## Nummers
1. "Diamond Heart"
2. "A-Yo"
3. "Joanne"
4. "John Wayne"
5. "Dancin' in Circles"
6. "Perfect Illusion"
7. "Million Reasons"
8. "Sinner's Pray"
9. "Come to Mama"
10. "Hey Girl"
11. "Angel Down"

Deluxe-editie
1. "Grigio Girls"
2. "Just Another Day"

## Prijzen
Joanne kreeg goud in Canada, Frankrijk, Italië en het Verenigd Koninkrijk. Ook behaalde het platina in Mexico en haar thuisland de Verenigde Staten.